# 삼원운수 (광주)
삼원운수 유한회사는 광주광역시의 시내버스 운송 업체로 본사는 광주광역시 북구 불태3로 3 (월출동)에 위치해 있다.

## 역사
- 1954년 9월 23일 천일버스 설립[1]
- 2017년 1월 26일 삼원운수로 사명 변경

## 현황
2016년 5월 기준이다.
| 운행업체 | 면허 대수 | 면허 대수 | 면허 대수  | 면허 대수 | 주소           | 면허 일자       |
| -------- | --------- | --------- | ---------- | --------- | -------------- | --------------- |
| 운행업체 | 대수 합계 | 시내버스  | 농어촌버스 | 시외버스  | 주소           | 면허 일자       |
| 삼원운수 | 60        | 60        | -          | -         | 북구 불태3로 3 | 1954년 9월 23일 |

## 운행 노선
- ● 좌석02번: 무등산국립공원(증심사) ~ 한국에너지공과대학본관(대진운수, 대창운수, 동화운수, 라정시내버스, 삼아교통, 세영운수, 을로운수, 현대교통,  대원시내버스 공동운행)
- ● 수완03번: 송원대 ~ 대창운수(광주종합버스터미널경유)(대원시내버스, 대진운수, 대창운수, 동화운수, 세영운수, 을로운수 공동운행)
- ● 일곡10번: 살레시오고 ~ 진곡산단 (대창운수 공동운행)
- ● 첨단20번: 첨단 ~ 월드컵경기장(대창운수 공동운행)
- ● 봉선27번: 첨단 ~ 용산지구
- ● 송정29번: 도산동 ~ 살레시오고 (광주교도소 경유) (라정시내 공동운행)
- ● 상무64번: 세하동 ~ 비엔날레전시관(삼아교통 공동운행)
- ● 임곡91번: 첨단 ~ 와산
- ● 첨단94번: 첨단 ~ 비아호반아파트
- ● 1187번: 덕흥동 ~ 무등산국립공원(원효사)(동화운수, 대원시내버스 공동운행)

## 보유 차량

#### 자일대우버스
- 자일대우 NEW BS090
- 자일대우 NEW BS106
- 자일대우 NEW BS110

#### 현대자동차
- 현대 그린시티
- 현대 뉴 카운티
- 현대 카운티 뉴 브리즈
- 현대 뉴 슈퍼 에어로시티
- 현대 저상 뉴 슈퍼 에어로시티
- 현대 블루시티
- 현대 유니시티
- 현대 일렉시티
- 현대 뉴 프리미엄 유니버스 엘레강스

#### KGM커머셜
- KGM 스마트 110